# Obando
Obando – miasto w Kolumbii, w departamencie Valle del Cauca.